# Pont d'Igelsta
Le pont d'Igelsta (suédois : Igelstabron) est un pont ferroviaire situé dans la commune de Södertälje au sud de Stockholm en Suède. Avec une longueur totale de 2 140 mètres, il s'agit (en 2013) du troisième plus long pont de Suède après les ponts de l'Øresund et d'Öland. Il supporte à son extrémité ouest la gare ferroviaire de Södertälje Sud.

## Caractéristiques

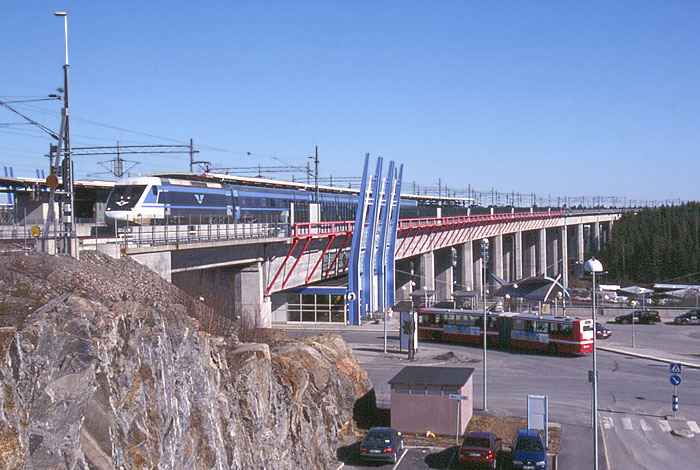
Un X2000 à l'arrêt dans la gare de Södertälje Sud.

Le pont d'Igelsta est situé à environ quatre kilomètres au sud de la ville de Södertälje, et à une trentaine de kilomètres au sud-ouest de Stockholm. Il franchit la baie d'Igelsta à l'extrémité sud du canal de Södertälje, une voie navigable par laquelle transite une grande partie du trafic allant du lac Mälar à la mer Baltique.
Sa longueur totale est de 2 140 mètres, pour une hauteur maximale de 48 mètres, ce qui en fait le pont ferroviaire le plus long et le plus haut de Suède. La hauteur libre est quant à elle de 39,9 mètres. Côté ouest, là où se situe la gare de chemin de fer, il supporte quatre voies ferrées et des quais - sa largeur atteint à cet endroit jusqu'à 50 mètres. Sa longueur a pu être limitée du fait de l'escarpement du terrain de part et d'autre de la baie : l'inclinaison maximale d'un pont ferroviaire devant être comprise entre 1,5 % et 2 %, un pont d'une hauteur de 48 mètres construit sur une surface plane aurait en effet une longueur d'au moins 5 000 mètres.
Le pont d'Igelsta a été construit en même temps qu'un tronçon de voie ferrée de 31 kilomètres reliant Flemingsberg (un quartier de la commune de Huddinge) à Järna (une localité de la commune de Södertälje). Ce tronçon fait partie de la ligne ferroviaire reliant les deux plus grandes villes suédoises, Stockholm et Göteborg. Depuis son inauguration, le pont d'Igelsta est utilisé parallèlement à l'ancien pont ferroviaire situé quelque deux kilomètres plus au nord, et qui est quant à lui desservi par la gare de Södertälje hamn.

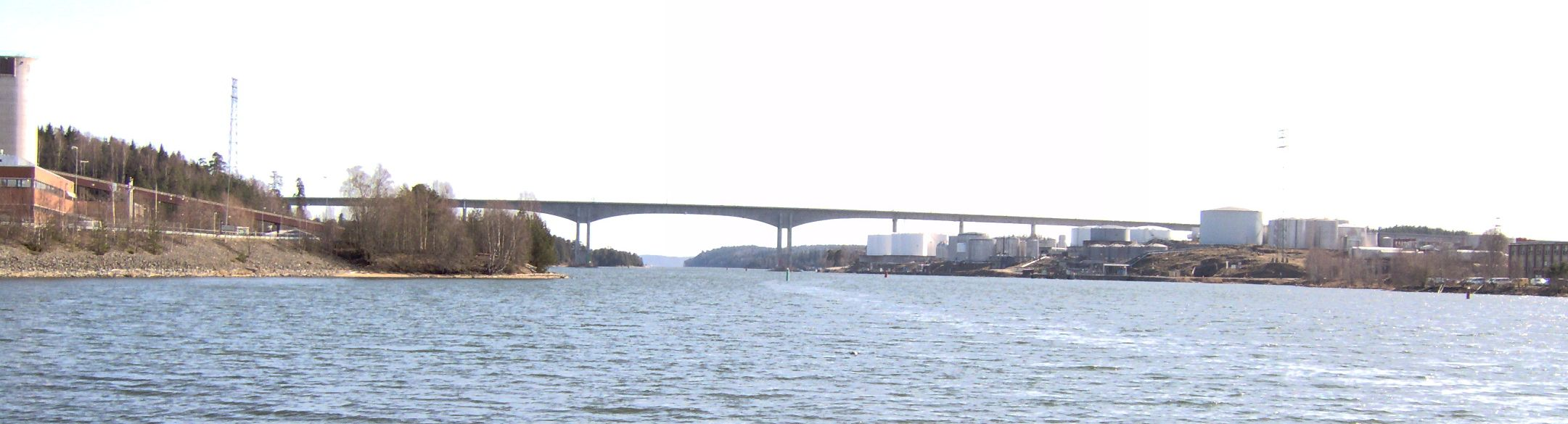
Le pont d'Igelsta. On aperçoit à gauche la centrale thermique d'Igelsta, et à droite le terminal pétrolier de Södertälje